# Redilluera
Redilluera es un pueblo del municipio de Valdelugueros, en la provincia de León, España.
Está situado en el norte de la provincia, en la cordillera Cantábrica, a orillas del río Lora, afluente del Curueño, a 1300 m de altitud.
Se encuentra a 5 km por carretera de Lugueros, donde se ubica el ayuntamiento del municipio de Valdelugueros.

## Toponimia
El topónimo es de origen celta, y está compuesto por redi (río) y lluera (amontonamiento de piedras), con el sentido de río de montaña.

## Cultura
En Redilluera existe un museo etnográfico privado, en el que se recogen elementos relacionados con la ganadería, agricultura, hilatura, carpintería, herrería, utensilios del hogar, etc.